# Memento kresowe
Memento kresowe – cykl czterech monografii Antoniego Urbańskiego, opisujących majątki polskie poza granicami II RP.
Seria składa się z czterech książek:
- Z czarnego szlaku i tamtych rubieży : zabytki polskie przepadłe na Podolu, Wołyniu, Ukrainie[1]
- Podzwonne na zgliszczach Litwy i Rusi[2]
- Memento kresowe[3]
- Pro memoria: 4-ta serja rozgromionych dworów kresowych[4]

## Z czarnego szlaku i tamtych rubieży: zabytki polskie przepadłe na Podolu, Wołyniu, Ukrainie
Wydane w 1928, opisuje miejscowości:
Ob. chmielnicki
w części podolskiej:
- Malejowce;
- Michałówka;
- Kamieniec Podolski;
- Paniowce;
- Zawale;

w części wołyńskiej:
- Antoniny;
- Hamernia[5][6]
- Połonne
- Sławuta.

czerkaski i czerniowiecki
- Leśkowa
- Chocim.

kijowski i odeski
- Berezna;
- Białocerkiew.
- Hajworon;
- Odessa.

winnicki
- Antopol;
- Berszada;
- Bohuszówka[7]
- Borówka;
- Czerepaszyńce;
- Daszów;
- Hryszowce;
- Janów;
- Krasne
- Krasnówka;
- Krasnosiółka;

winnicki cd.
- Łopatyn;
- Michałowce;
- Peczara;
- Pietniczany;
- Podorożna;
- Spiczyńce.
- Sumówka;
- Strzelczyńce;
- Strzyżawka;
- Wasylówka;
- Woronowica;

żytomierski
- Krasnopol;
- Romanów;
- Tulin;
- Wierzchownia[8]

## Podzwonne na zgliszczach Litwy i Rusi
Wydane w 1928. Spis miejscowości został podzielony na części odpowiadające dzisiejszym państwom i obwodom.

### Białoruś
- Barbarów[9];
- Gródek Ostroszycki[10];
- Łohojsk;
- Narowla;
- Ostrohlady;

### Białoruś cd.
- Połock;
- Sawicze;
- Smiłowicze;
- Stańków;
- Szypiany.

### Litwa
- Abramowsk[11];
- Belweder[12];
- Czerwony Dwór;
- Giełwany;
- Kretynga;

### Litwa cd.
- Nidoki;
- Połąga;
- Poniemuń[13];
- Towiany;
- Wojtkuszki[14]

### Ob. chmielnicki
w części podolskiej:
- Eliaszówka[15];
- Iwankowce;
- Łaszki;
- Zasław.

w części wołyńskiej:
- Hryców;
- Kośków;
- Nowosielica;
- Popowce[16];
- Rześniówka;
- Samczyńce;
- Stara Sieniawa;
- Tereszki.
- Zozulińce;

### czerkaski
- Bundurowo
- Tymoszówka[17]

### kijowskiikirowohrad.
- Aleksandrówka[18]
- Białocerkiew[19];
- Motowidłówka
- Szapijówka[20];
- Tetijów;
- Wołodarka.

### winnicki
- Andruszówka[21]
- Białopole[22];
- Czarnomin;
- Dołoteckie[23];
- Dżuryn;
- Gruszka[24];
- Halżbejówka;
- Jałaniec;
- Kapuściany;
- Kniaża Krynica[25];
- Kuna;
- Kuźmińce;
- Leszczyńce;

### winnicki cd.
- Murowane Kuryłowce;
- Niemirów;
- Obodówka;
- Ometyńce;
- Pohrebyszcze;
- Popieluchy;
- Sahinka;
- Siedliszcze;
- Wierzbowa;
- Wierzchówka;
- Zofijówka;
- Żywotówka.

### żytomierski

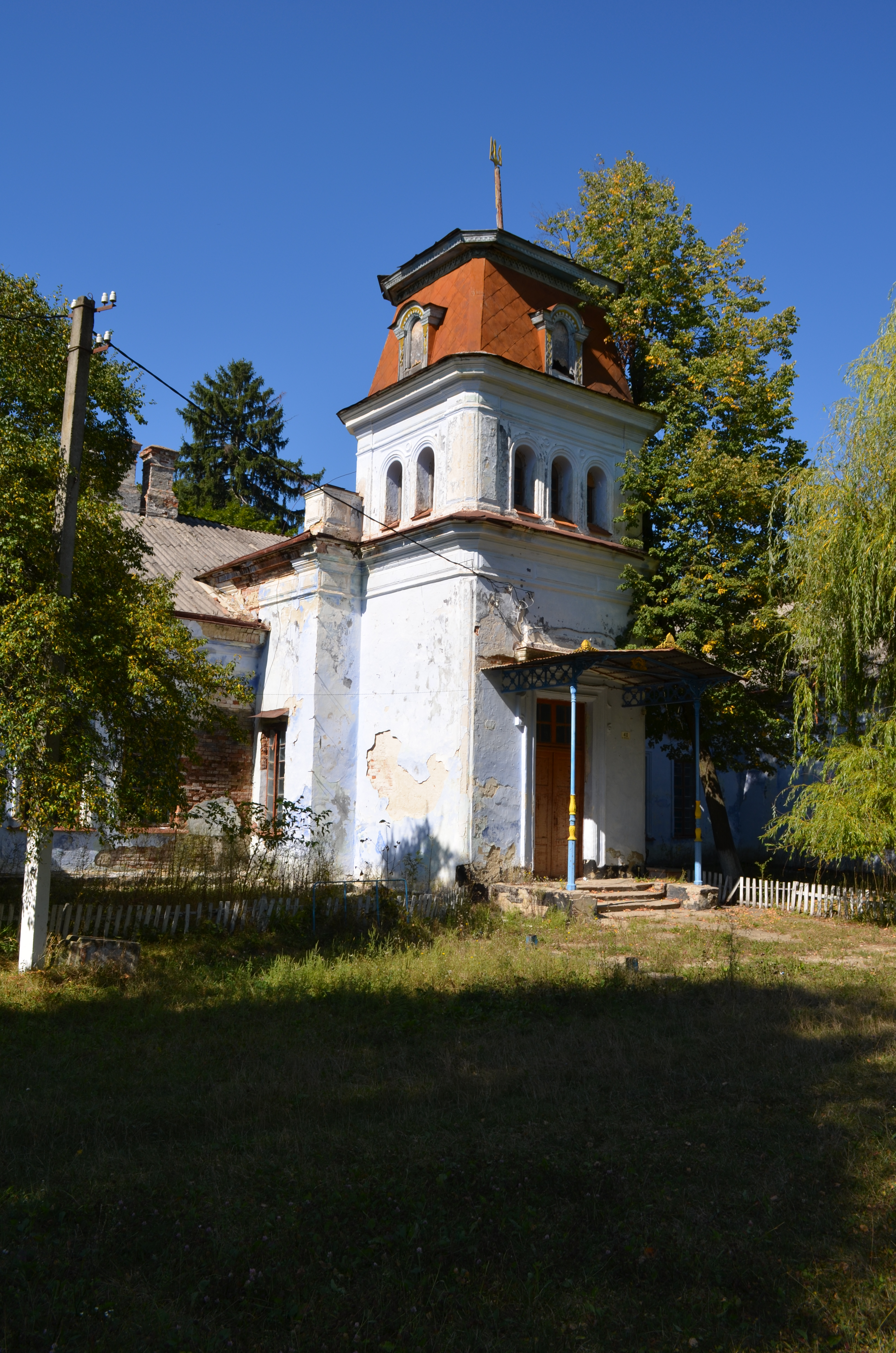
Pałac w Honorówce

- Berdyczów;
- Czerwona[26];
- Miropol;
- Mołoczki[27];
- Rajgródek[28]
- Spiczyńce[29]

## Memento kresowe
Wydane w 1929, opisuje miejscowości:

### Białoruś
- Bryniów
- Dereszewicze;
- Dobośnia;
- Druck;
- Dukora;
- Halcz;
- Krasny Brzeg,
- Kuchcice,
- Stanisławów[30],
- Wielka Czernica,
- Wiszenka[31]

### Litwa
- Cytowiany;
- Kurtowiany,
- Pogryżów[32]
- Rakiszki;
- Retów;
- Siesiki,
- Skorojtyszki[33]
- Wysoki Dwór[34]

### Łotwa
- Józefów[35]
- Krasław;
- Prezma;
- Tyzenhauz[36]
- Wyszki[37]

### Ob. chmielnicki
w podolskiej części:
- Adampol[38];
- Czarna;
- Czarny Ostrów;
- Hołozubińce[39];
- Jówki;
- Kazimirek[40];
- Klimaszówka[41];
- Międzyboż,
- Misiorówka;
- Otroków[42];
- Szczerbanie,

### chmielnicki cd.
w  wołyńskiej części:
- Ładyhy[43];
- Semerynki[44][45]
- Siekierzyńce,

### kijowski
- Dzidowszczyzna[46];
- Holaki[47];
- Prucki Wielkie,
- Stawiszcze,
- Tomaszówka,

### winnicki
- Babin,
- Dzwonicha,
- Dzygówka,
- Kumanowce[48],
- Mańkówka[49][50]
- Metyńce[51],
- Policzyńce;
- Rybczyńce,
- Sewerynówka[52],
- Szarogród,
- Szpików,

### żytomierski
- Berdyczów;
- Chodorków;
- Kodnia;
- Mołoczki[53];
- Pedynki;
- Różyn;
- Turbijówka[54],

## Pro memoria: 4-ta serja rozgromionych dworów kresowych
Wydane w 1929 z przedmową Józefa Weyssenhoffa, opisuje miejscowości:

### Białoruś
- Bacewicze[55]
- Berezyna[56];
- Nowosiółki[57],
- Russakowicze[58]
- Tupiczyn[59],

### Litwa
- Jużynty[60]
- Krzyże Litewskie[61]
- Pokrewnie[60]
- Sołły[62]

### Łotwa
- Drycany[63]
- Kaźmierzyszki[64]
- Kombul[65]
- Liksna[66]
- Szlossberg k. Iłłukszty[67]

### Mołdawia
- Raszków,

### Ob. chmielnicki
w podolskiej części:
- Bałyn[68][69];
- Bawołowce;
- Bębnówka
- Borsukowce[70],
- Braha,
- Chmielówka,
- Czarnokozińce,
- Czercze,
- Huków,
- Iwachnowce,
- Jabłonówka,
- Jaromirka Wielka[71][72];
- Jaśkowce,
- Kniahynin,
- Korytna,
- Latawa,
- Łoszkowce[73],
- Maków,

### chmielnicki cd.
- Olchowiec,
- Ostapkowce
- Podfilipie,
- Przytulia,
- Ruda,
- Skazińce,
- Smotrycz,
- Sutkowce,
- Teleżyńce,
- Turczyńce,
- Wiśniowczyk[74]
- Worobijówka,
- Zahińce,
- Zbrzyź,
- Zharek
- Żaglówka.

w wołyńskiej:
- Frydryków[75]

### czerkaski
- Cybulów,
- Szabastówka,
- Turczynowe[76]

### kijowskiikirowohrad.
- Berestiahy[77];
- Chabno,
- Tokarówka,

### winnicki
- Bułhaje,
- Honorówka[78][79]
- Jaryszów,
- Kacmazów,
- Komarówka,
- Lulińce,
- Łuka Barska,
- Skała,
- Słoboda Szliszkowiecka,
- Teplik,
- Ziatkowce,

### żytomierski
- Browki
- Iwnica,
- Lipki[80],
- Lubar,
- Pilawin[81][82][83],
- Rohacze,
- Wojciechówka[84][85][86],
- Wolica Zarubiniecka,

## Opis bibliograficzny
Wszystkie książki zostały wydane nakładem własnym autora w latach 1928-1929. Traktują o niektórych z polskich rezydencji na obszarach, które na mocy Traktatu Ryskiego znalazły się poza obszarem II RP. Później, w sposób bardziej metodyczny, temat rozwinął Roman Aftanazy w swoim dziele Dzieje rezydencji na dawnych kresach Rzeczypospolitej, poszerzając opisywany obszar do wszystkich ziem, które zostały oddane Sowietom także po Konferencji Poczdamskiej. Zniszczone bądź dogorywające rezydencje przejęte przez socjalistyczne państwo na terenie Powojennej Polski, dotychczas nie doczekały podobnego, popularnego opracowania.